# 佩文詩韻
《佩文詩韻》是清代科举用的官方韻書，士子進考場作試帖詩，必須遵守這部標準韻書的规定，和宋代的《禮部韻略》的作用差不多。《佩文詩韻》和《佩文韻府》都是在康熙四十三年（公元1704年）到五十五年（公元1716年）期间編輯成書。《佩文詩韻》分平上去入四聲（平聲分上下），共106韻10235字。